# بي دي بي سام
بي دي بي سام PDBsum هي قاعدة بيانات توفر نظرة عامة على محتويات كل بنية جزيئية ثلاثية الأبعاد مودعة في بنك بيانات البروتين . تم تطوير النسخة الأصلية من قاعدة البيانات في عام 1995 تقريبًا بواسطة رومان لاسكوسكي ومتعاونين معه من كلية لندن الجامعية . اعتبارًا من عام 2014، تمت صيانة قاعدة بيانات بي دي بي سام بواسطة لاسكوفسكس والمتعاونين في مختبر جانيت ثورنتون في المعهد الأوروبي للمعلوماتية الحيوية .
يتضمن كل هيكل بلوري في قاعدة بيانات بي دي بي سام صورة للهيكل (العرض الرئيسي، العرض السفلي والعرض الأيمن)، والمكونات الجزيئية الموجودة في المجمع (الهيكل)، ومخطط تفاعل الإنزيم إذا كان ذلك مناسبًا، والمهام الوظيفية لعلم الجينات، وتسلسل ثنائي الأبعاد مشروح بواسطة قاعدة بيانات عوائل البروتينات و تعيينات مجال InterPro، ووصف الجزيئات المرتبطة ورسم بياني يوضح التفاعلات بين البروتين والبنية الثانوية، والرسوم البيانية التخطيطية لتفاعلات البروتين-بروتين، وتحليل الشقوق الموجودة داخل البنية والروابط لقواعد البيانات الخارجية. يتم استخدام برنامج الرسومات الجزيئية RasMol و Jmol لتوفير عرض ثلاثي الأبعاد للجزيئات وتفاعلاتها داخل بي دي بي سام.
منذ إطلاق مشروع 1000 جينوم في أكتوبر 2012، تم تعيين جميع متغيرات الأحماض الأمينية الفردية التي حددها المشروع إلى تسلسلات البروتين المقابلة في بنك بيانات البروتين. يتم عرض هذه المتغيرات أيضًا ضمن بي دي بي سام، مع الإشارة إلى معرف UniProt ذي الصلة. يحتوي PDBsum على عدد من هياكل البروتين التي قد تكون ذات أهمية في تصميم الأدوية القائمة على البنية . يركز أحد فروع بي دي بي سام، المعروف باسم "درغ بورت" DrugPort، على هذه النماذج ويرتبط بقاعدة بيانات درغ بنك المستهدفة للأدوية.